# Radiazione infrarossa

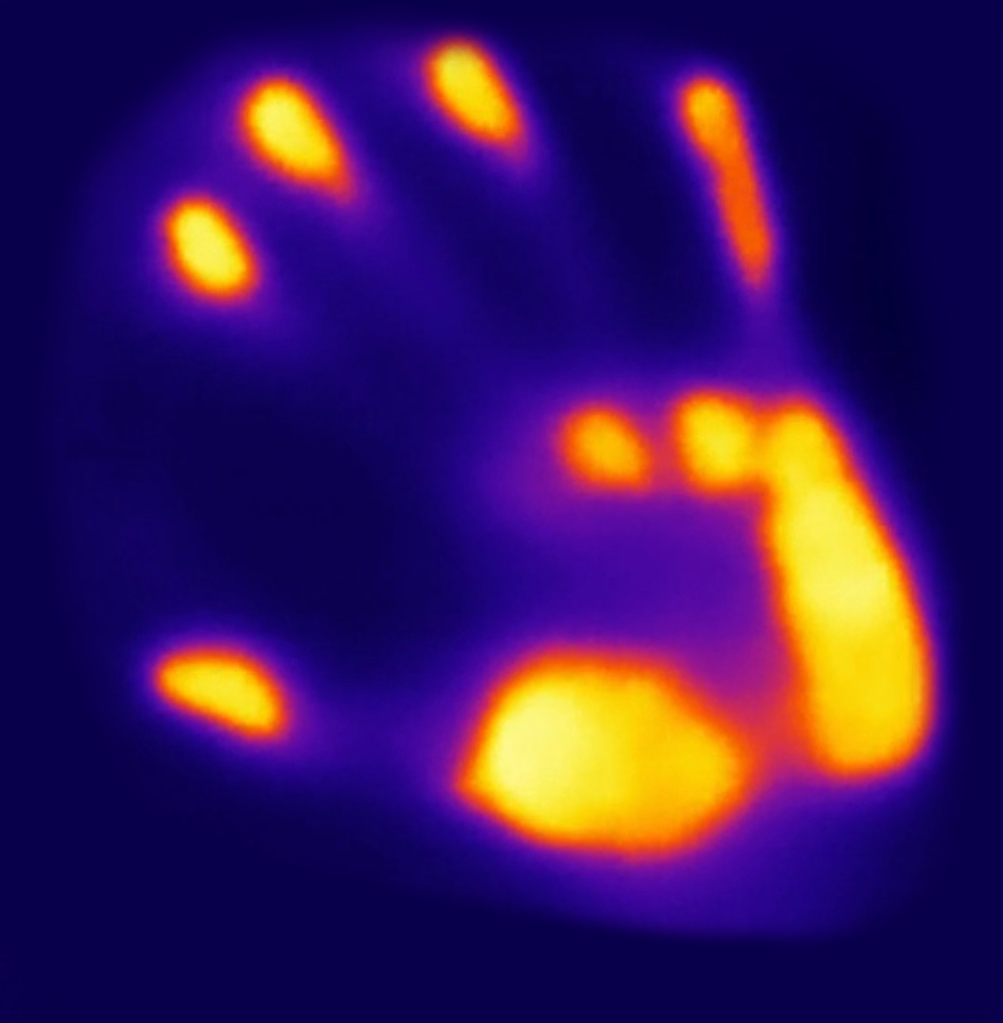
Impronta di mano nell'infrarosso medio

La radiazione infrarossa [comp. di infra- (dal latino, inferiore) e rosso (la frequenza della luce color rosso)], spesso abbreviata in IR e anche conosciuta (meno comunemente) come radiazione termica, in fisica è considerata la radiazione dello spettro elettromagnetico compresa tra le microonde e la luce visibile, che copre una banda di frequenze da circa 3∙1011 a 4∙1014 Hz (estesa ~ 10 ottave e 1/2, esattamente come lo spettro sonoro, in acustica), con le rispettive lunghezze d'onda da circa 1 mm a 700 nm (0,7 µm). Lo spettro infrarosso è a sua volta suddiviso in quattro bande (o campi), nominate rispetto alla "distanza" dalla radiazione visibile del rosso, come: infrarosso vicino (da 0,7 a 10 µm), i. medio (da 10 a 50 μm), i. lontano (da 50 a 300 μm) e i. estremo (da 300 μm a 1 mm).
Come "radiazione termica", viene spesso associata ai concetti di "calore", perché ogni oggetto con temperatura superiore allo zero assoluto (in pratica qualsiasi oggetto reale) emette spontaneamente una quantità non nulla di radiazione infrarossa (per la legge di Wien aumentando la temperatura, il picco di emissione si sposta sempre più verso il visibile finché l'oggetto non diviene incandescente).

## Storia
Nel 1800 il fisico William Herschel pose un termometro a mercurio nello spettro prodotto da un prisma di vetro, per misurare il calore delle differenti bande di luce colorate. Scoprì che il termometro continuava a salire anche dopo essersi mosso oltre il bordo rosso dello spettro, dove non c'era più luce visibile. Fu il primo esperimento che mostrò come il calore poteva trasmettersi grazie ad una forma invisibile di luce.

## Classificazioni
Data la vastità dello spettro infrarosso e molteplicità di utilizzi delle radiazioni collocate in vari punti al suo interno, sono state sviluppate diverse classificazioni in ulteriori sottoregioni. Non esiste un unico standard riconosciuto per queste bande, ma ci sono invece più convenzioni settoriali, nate in differenti campi di ricerca e dell'ingegneria per suddividere le regioni collegate a diverse classi di fenomeni nella branca di volta in volta interessata.
| Nome banda                  | Limite superiore         | Limite inferiore             |
| Standard DIN/CIE            | Standard DIN/CIE         | Standard DIN/CIE             |
| --------------------------- | ------------------------ | ---------------------------- |
| IR-A                        | 0,7 µm - 428 THz         | 1,4 µm - 214 THz             |
| IR-B                        | 1,4 µm - 214 THz         | 3 µm - 100 THz               |
| IR-C                        | 3 µm - 100 THz           | 1000 µm (1 mm) - 300 GHz     |
| Classificazione astronomica |                          |                              |
| vicino                      | 0,7 - 1 µm - 428-300 THz | 5 µm - 60 THz                |
| medio                       | 5 µm - 60 THz            | 25-40 µm - 12-7,5 THz        |
| lontano                     | 25-40 µm - 12-7,5 THz    | 250-350 µm - 1,2 THz-428 GHz |
| Sistema ingegneristico      |                          |                              |
| vicino (NIR)                | 0,75 µm - 400 THz        | 1,4 µm - 214 THz             |
| onda corta (SWIR)           | 1,4 µm - 214 THz         | 3 µm - 100 THz               |
| onda media (MWIR)           | 3 µm - 100 THz           | 8 µm - 37,5 THz              |
| onda lunga (LWIR)           | 8 µm - 37,5 THz          | 15 µm - 20 THz               |
| lontano (FIR)               | 15 µm - 20 THz           | 1000 µm - 300 GHz            |

- < 700 nm (0,7 μm) = luce visibile
- > 1 mm = microonde

Un ulteriore sistema pratico, sviluppato nell'ambito dell'industria delle telecomunicazioni, suddivide in bande molto strette la regione del vicino infrarosso interessante per la trasmissione a mezzo fibra ottica.
| Nome             | Intervallo     |
| ---------------- | -------------- |
| O (Original)     | 1260 - 1360 nm |
| E (Extended)     | 1360 - 1460 nm |
| S (Short)        | 1460 - 1530 nm |
| C (Conventional) | 1530 - 1565 nm |
| L (Long)         | 1565 - 1625 nm |
| U (Ultra long)   | 1625 - 1675 nm |

Nelle lunghezze d'onda adiacenti a quelle visibili fino ad un paio di micron, i fenomeni associati sono essenzialmente assimilabili a quelli della luce, anche se la risposta dei materiali alla luce visibile non è per nulla indicativa di quella alla luce infrarossa. Oltre i 2 µm ad esempio il normale vetro è opaco, così come molti gas, cosicché esistono finestre di assorbimento nelle quali l'aria è opaca e pertanto le frequenza che vi ricadono sono assenti dallo spettro solare osservato a terra. Una nuova finestra di trasmissione si apre fra 3 e 5 µm, corrispondente al picco di emissione di corpi molto caldi (la banda utilizzata, ad esempio, dai missili a ricerca termica).
Al contrario, molti materiali che ai nostri occhi appaiono perfettamente opachi, sono più o meno trasparenti a queste lunghezza d'onda. Ad esempio silicio e germanio a queste lunghezze d'onda presentano opacità ridottissime, tanto che vengono usati per fabbricare lenti e fibre ottiche (attenuazioni nell'ordine di 0,2 dB/km per i 1550 nm). Pure molte materie plastiche sintetiche hanno una buona trasparenza a queste radiazioni.
A lunghezze d'onda maggiori si hanno fenomeni via via più simili alle onde radio.
Il limite inferiore dell'infrarosso veniva spesso definito come 1 mm poiché a questa lunghezza d'onda termina l'ultima delle bande radio classificate (EHF, 30–300 GHz). Ciononostante, la regione da circa 100 µm a 1 mm era considerata una "terra di nessuno", difficilmente indagabile a causa della mancanza di sensori e soprattutto di sorgenti luminose adatte ad operare in questa banda. Dalla fine della prima decina degli anni 2000 queste limitazioni tecniche stanno cadendo, dando origine ad una intensa attività di ricerca su questa parte dello spettro elettromagnetico che si preferisce ormai definire regione della radiazione terahertz, detta anche dei "raggi T".

## Utilizzi

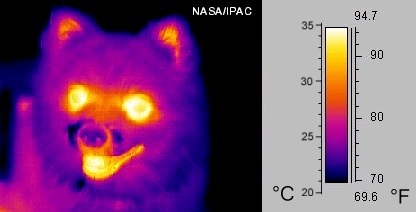
Immagine di un cane nel medio infrarosso (detto anche "termico"), in falsi colori.

La radiazione infrarossa viene usata in apparecchi di visione notturna, quando non c'è abbastanza luce visibile. I sensori infrarossi convertono la radiazione in arrivo in un'immagine: questa può essere monocromatica (ad esempio, gli oggetti più caldi risulteranno più chiari), oppure può essere usato un sistema di falsi colori per rappresentare le diverse temperature. Questi apparecchi si sono diffusi inizialmente negli eserciti di numerosi Paesi, per poter vedere i loro obiettivi anche al buio.
In commercio ci sono due classi di telecamere ad Infrarosso: quelle generalmente sensibili sia all'infrarosso vicino che alla luce visibile (ma che non permettono la misurazione della temperatura) vengono generalmente chiamate telecamere IR (o Day & Night ), e quelle sensibili all'infrarosso medio (termico) che vengono definite più propriamente termocamere .

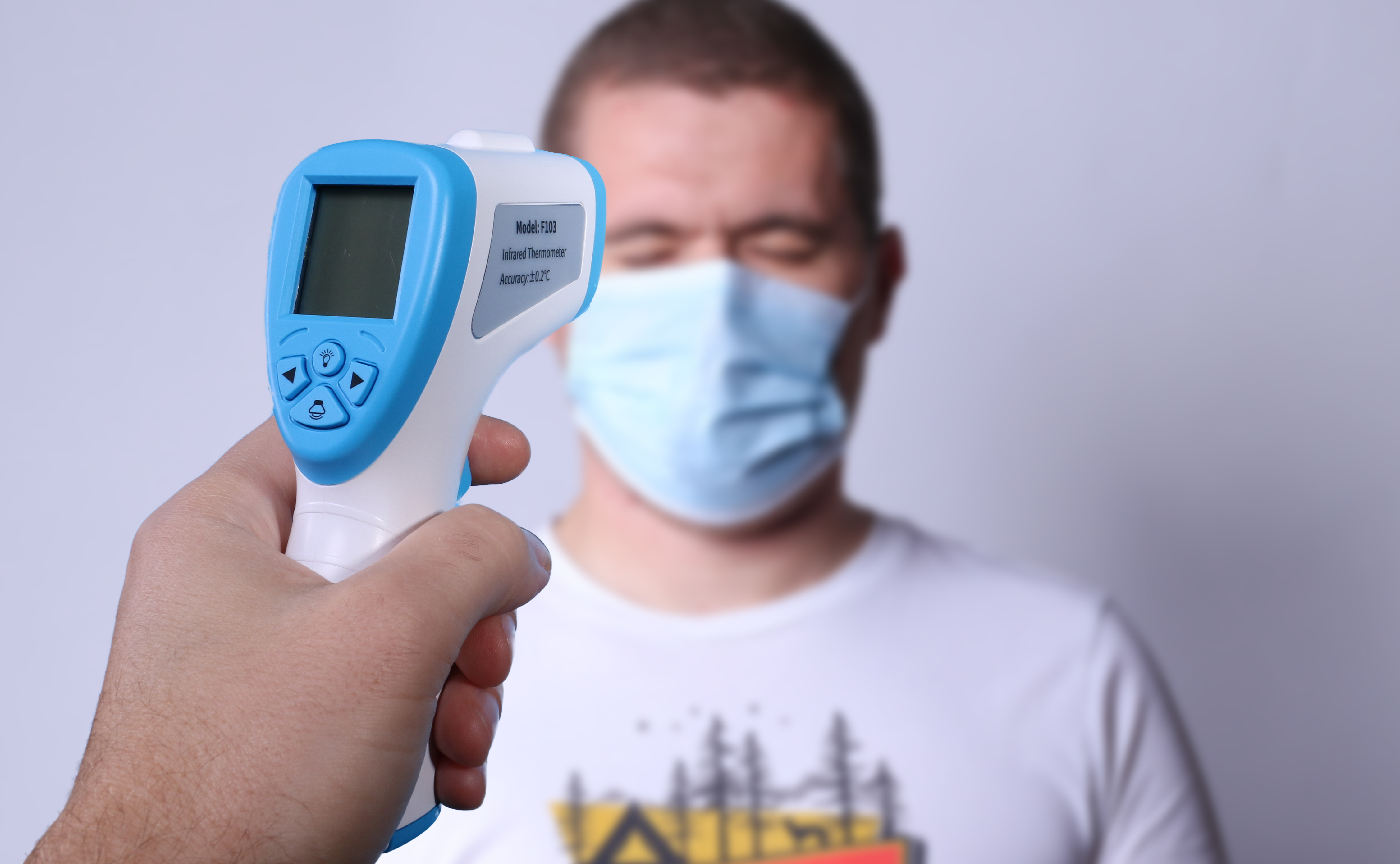
Termometro a raggi IR

Tra le applicazioni della radiazione infrarossa c'è la cosiddetta termografia, evoluzione in campo civile della tecnologia di visione notturna nata per scopi militari, ed anche la termometria (termometri IR).
Il fumo è più trasparente alle radiazioni nel campo dell'infrarosso rispetto a quelle appartenenti alla luce visibile, perciò i pompieri possono usare apparecchi infrarossi per orientarsi in ambienti pieni di fumo.
L'infrarosso è utilizzato anche come mezzo di trasmissione dati: nei telecomandi dei televisori (per evitare interferenze con le onde radio del segnale televisivo), tra computer portatili e fissi, palmari, telefoni cellulari, nei sensori di movimento e altri apparecchi elettronici.

Telecomandi IR

Pulsazione del telecomando IR

Lo standard di trasmissione dati affermato è l'IrDA (Infrared Data Association). Telecomandi e apparecchi IrDA usano diodi emettitori di radiazione infrarossa (comunemente detti LED infrarossi). La radiazione infrarossa da essi emessa viene messa a fuoco da lenti di plastica e modulata, cioè accesa e spenta molto rapidamente, per trasportare dati. Il ricevitore usa un fotodiodo al silicio per convertire la radiazione infrarossa incidente in corrente elettrica. Risponde solo al segnale pulsante del trasmettitore, ed è capace di filtrare via segnali infrarossi che cambiano più lentamente come luce in arrivo dal Sole, da altri oggetti caldi, e così via.
Anche la luce usata nelle fibre ottiche è spesso infrarossa.
Inoltre la radiazione infrarossa è utilizzata nella spettroscopia infrarossa, usata nella caratterizzazione dei materiali.